# Песчаное (Старобельский район)
Песчаное (укр. Піщане) — село, относится к Старобельскому району Луганской области Украины.
Население по переписи 2001 года составляло 1896 человек. Почтовый индекс — 92760. Телефонный код — 6461. Занимает площадь 1,651 км². Код КОАТУУ — 4425180203.

## Местный совет
92762, Луганська обл., Старобільський р-н, с. Бутове, пр. Шкільний, 1  (укр.)